# ویستر (اکلاهما)
ویستر(به انگلیسی: Wister) شهری در ایالت اکلاهما کشور ایالات متحده آمریکا است که جمعیت آن در سرشماری سال ۲۰۱۰ میلادی، ۱٬۱۰۲ نفر بوده‌است.